# 糠漬け

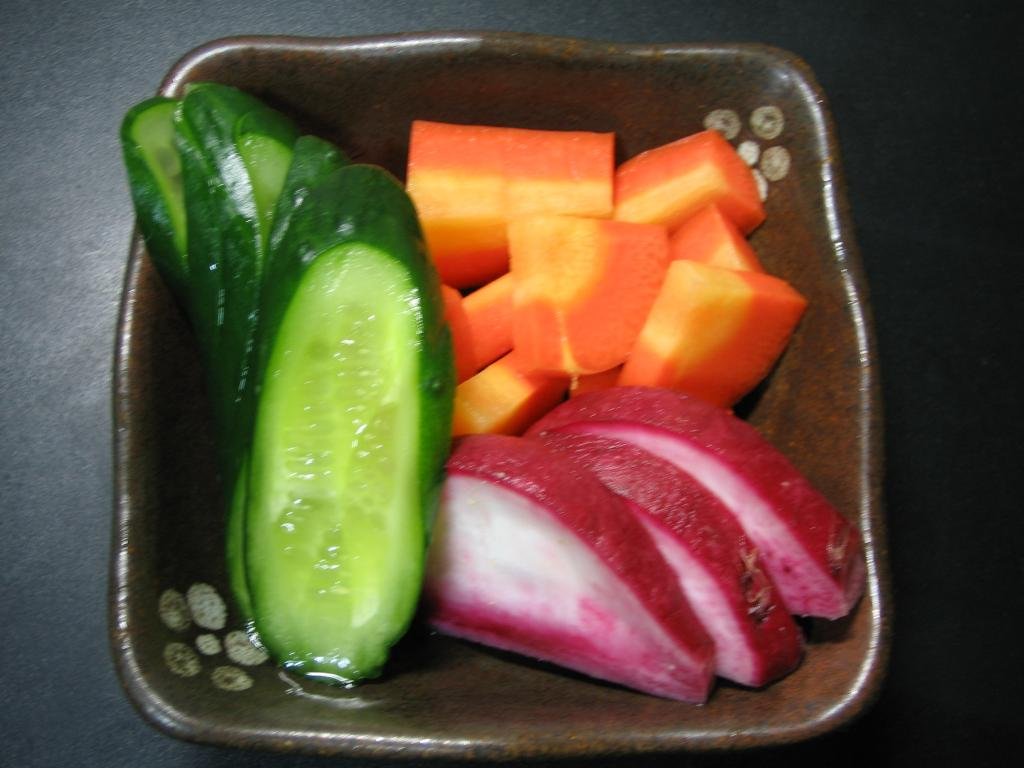
洗って盛り付けた糠漬け

糠漬け（ぬかづけ）とは、米糠を使った漬物のこと。乳酸菌発酵させて作った糠床（ぬかどこ）の中に野菜などを漬け込んで作る糠味噌漬け（ぬかみそづけ）、どぶ漬け、どぼ漬けとも呼ばれるものと、糠床は使わず大根を漬けた沢庵や糠ニシン、糠サンマのように材料に塩と糠をまぶして漬けたものの双方を呼ぶ。
糠床で作る糠漬けでは、一般に胡瓜、茄子、大根といった水分が多い野菜を漬け込むことが多い。セロリやパプリカといった、江戸期までには存在せず、近年普及した野菜のぬか漬けもある。このほかにも肉、魚、ゆで卵、蒟蒻など多様な食材が利用される。あまり漬かっていないものは「浅漬け」「一夜漬け」と呼ばれ、長く漬かったものは「古漬け」「ひね漬け」などと呼ばれる。

## 歴史
平城京跡から出土した木簡に記された須須保利（すずほり）という漬物は、臼で挽いた穀類や大豆を塩と混ぜて床にした。現存はしないが、糠漬けの原型と推定されている。
現在の形の糠漬けが出来たのは、江戸時代初期と言われている。須須保利の穀類・大豆の代わりに、精米の際に出る米糠を使ったのが糠漬けである。糠に含まれる豊富な栄養を除いた白米に偏重した食事は脚気をもたらし、「江戸患い」と呼ばれた。当時は現代のような栄養学の知識はなかったが、漬け込みの過程で糠のビタミンB1が野菜に吸収されるため、糠漬けを副食とすることである程度は脚気を防ぐ効果があり、好まれるようになったと考えられている。

## 製法

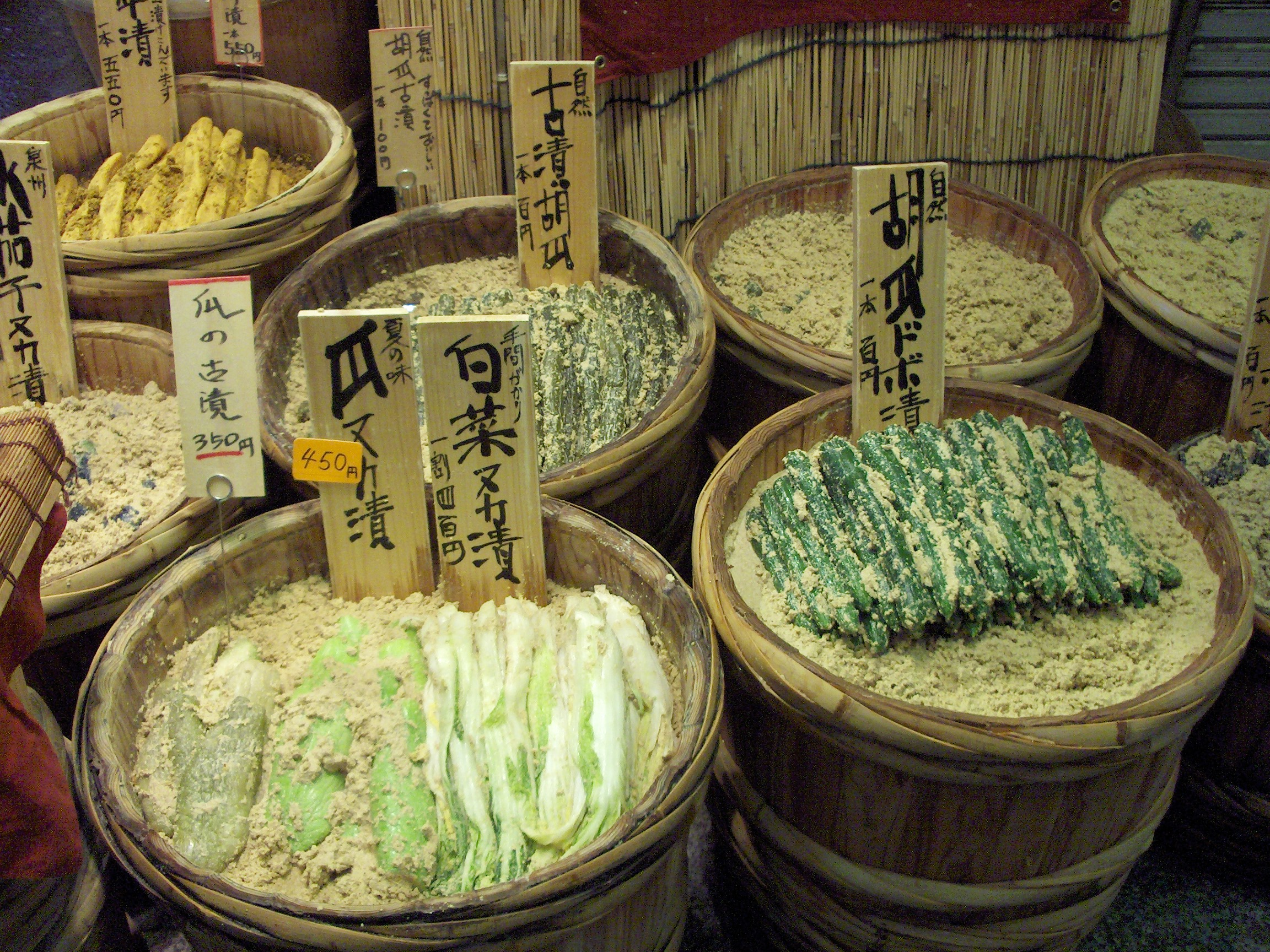
漬物屋店頭の糠漬け

伝統製法による方法では、まず糠床を作る。適量の糠（炒ってから使う場合もある）に一度煮沸してから冷ました濃度8%程度の食塩水を加える。水の量は糠床が味噌よりも柔らかになるぐらいである。
一昼夜程度の短期間で仕上がる速醸製法では、一例として糠の70%程度の麹と7%の食塩を添加し、水分量を50%に調整する。

### 塩のはたらき
塩のはたらきは浸透圧による脱水作用で、野菜などの食材中にある水分を細胞外に出す。塩の濃度により、漬物をおいしくする乳酸菌など有用菌の働きを活発にし、同時に生成する乳酸などによりpHを下げて腐敗菌を抑える効果もある。野菜などを漬ける前に塩で揉むと、色素が安定して色が引き立ち、脱水作用により水分が抜けた食材の細胞の中に入り込んで食材に味をつける。ニガリなどの微量のミネラル分を含む伝統製法の食用塩が好ましいとされ、一方、岩塩は望ましくないという説がある。

### 糠・塩・水以外に糠床に入れるもの
漬物に辛味をつけるとともに防腐作用もある唐辛子、うま味が出る昆布や干し椎茸とともに壺やガラス容器等に詰め、表面を平らにならして糠床の準備ができる。これに野菜くずを1週間ほど毎日取りかえて漬けると、野菜についていた乳酸菌等が繁殖し、糠床は一応完成する。しかし、この段階では糠床は熟成していないため、漬物の風味は少ない。野菜を漬け込み毎日手入れすることで発酵が進み、風味が増していく。夏場なら2ヶ月、冬場なら4ヶ月ほどで美味しい漬物ができる糠床が完成する。
現代では大型食料品店などで熟成済みの糠床が容器ごと売られており、これを購入すれば手間がかからない。また、熟成した糠床を少量分けてもらって自家の糠床に混ぜて菌を繁殖させる「床分け」により、短期間で熟成した糠床を作ることもできる。風味付けに果物の皮を漬ける人もいる。
旨味を昆布で出し、風味付けに柚子など柑橘類の果皮や唐辛子、山椒などを利用することもある。また好みでニンニクも独特の風味をもたらす。糠床は気温20℃以上でないと発酵が進まない、冬場は出来るだけ暖かな場所で保存すると良い。
その他、酒麹（酒粕）、塩麹、ビール、ワイン、チーズ、本醸造の醤油など発酵したものは糠床に入れて良いとされる。

### 野菜の漬け込み
完成した糠床に、よく洗って塩で揉んだ野菜を漬けると糠漬けの完成である。漬けこむ時間は野菜の大きさや季節によっても変わるが、丸のままの胡瓜なら半日ほどで漬けあがる。あまり漬かっていなければ醤油をたらして食べ、漬かり過ぎている場合は細かく刻んで軽く絞りお茶漬けやチャーハンの具にしてもよい。普通は洗ってから切って食べるが、洗わずに糠味噌のついたまま食べる場合もある。

## ぬか漬けができる仕組み
ぬか漬けができる仕組みには発酵と浸透がある。漬け込むことで糠に含まれる豊富な栄養が材料に浸透し、乳酸菌や酵母による発酵で甘みと香りが増す。

### 発酵
糠と塩と水で作られる糠床に野菜を日々出し入れすることにより独特の風味が形成される。
糠床が作られた当初は土壌由来の大腸菌が80%を占めるが、1ヶ月後には大腸菌は姿を消し、乳酸菌が卓越するようになる。乳酸菌が生成する乳酸と添加している食塩により、腐敗菌は抑制される。2ヶ月後には野菜由来の酵母が出現し始め、ほぼ同時に糠床が独特の香りを持つようになる。ぬか床の脂質と野菜、乳酸菌と酵母の働きでぬか漬けの独特の香味が作られていると考えられている。また、乾燥したものも含めて米麹を加えることもある。

### 浸透
塩分が植物の細胞を破壊して柔らかくし、脱水作用により水分がぬけた食材の細胞の中に入り込んで、食材に味をつける。

## 手入れ
糠床は腐敗やカビを防ぐため、毎日底からかき混ぜて、空気に触れていた部分を奥へと混ぜ込む必要がある。１日程度で表面が白くなるのは、カビではなく発酵が進んでいる印である。温度の高い夏には、1日2度かき混ぜないといけない場合もある。かき混ぜ終わったら平らにならして、容器の縁についた糠を拭き、蓋を軽く置いておく。また、野菜を漬けていると野菜から出た水分により糠床が水っぽくなり、腐敗しやすくなる。1週間に1回程度は窪みを作って布巾で吸い取るか、新たに糠と塩を加えて硬さを元に戻しておく。あるいは、いくつか横に穴の開いた壺型（陶製、ホーロー製など）の「水抜き」を糠床に入れておくことで、余分な水分を常に抜くことも可能である。きちんと手入れされた糠床は不快ではないが若干独特の発酵臭がするため、冷暗所で換気の良いところに置いた方がよい。
旅行などでどうしても長期間手入れが出来ないときには、表面に塩を多めに振って冷蔵庫に入れておくと、しばらくは腐敗が防げる。発酵が進み過ぎて糠漬けが酸っぱくなったときは、鶏卵の殻を砕いて入れる（サルモネラ菌の知見により現在は一般に推奨されない）か、専用の辛子を入れる。茄子の皮の色を綺麗に出したいときは鉄釘か専用の鉄製器具が売られているのでそれを入れておく。鉄釘を入れる場合、先端が尖ったまま入れてしまうとかき混ぜるときに負傷する恐れがあるので、手を傷つけない程度に丸めておく必要がある。強い刺激臭（セメダイン臭とかシンナー臭とも形容される）がする場合は、塩水を入れてよくかき混ぜるとよい。
現代では、菌がついた糠床を販売している会社も多い。冷蔵庫での保管を勧めるなどすることで、かき混ぜを毎日する必要がないと謳う商品もある。糠床を預かり、希望があれば手入れを代行する店もある。

### 茄子の糠漬けの色を鮮やかにする
茄子の紫色はナスニンというアントシアン系色素の一種で、古釘やミョウバンを入れておくと鉄イオンやアルミニウムイオンがナスニンの分子と結びついて青紫色の化合物を作り、より鮮やかになることが知られている。ただし、ミョウバンは入れすぎると味を悪くする。

### 糠床の細菌叢
細菌叢（微生物叢）は主に乳酸菌の Lactobacillus 属で構成され、漬け込む食材と時間経過によって大きく変化する。発酵初期には、環境由来の発酵とは無関係な環境菌群が多いが、次第に塩分の多い環境に適応した Pediococcus pentosaceus といった好塩乳酸球菌が存在し、発酵が進むと L. plantarum , L. brevis 等の乳酸桿菌へ菌叢が変化する。熟成した漬け床では、好気性球菌や酵母が乳酸球菌よりも優勢であることもある。L. plantarum のほかには L. acetotolerans や L. namurensis など30種以上の細菌で複雑に構成されている。
一方、魚を漬け込んだ糠床では有害菌としてヒスタミン生産菌が増殖する事もあり、生産菌由来の不揮発性アミンが含有される事がある。

## 健康維持
糠漬けは保存食品であり、ナトリウムが多いが、同時にカリウムも多く含まれる。このため食べ過ぎなければ、気にする程の塩分摂取の問題はない。ただし高血圧症や腎臓病などの疾病により、ナトリウムやカリウムの摂取量に制限がある場合には、医師の指導に従う。
近年では腸内菌や腸内フローラの研究が進展し、乳酸菌が豊富な糠漬けが、洋風化し、また加工された食品を含む食事の多い現代人にとって、たいへん健康的であると考えられている。

## 糠漬けされた食品一例
- 沢庵漬け
- へしこ
- 河豚の卵巣の糠漬け
- 鰯のぬか炊き
- 糠ニシン - ニシンを糠に漬けた保存食。
- 糠サンマ - サンマを糠に漬けた保存食。

## 糠漬け・糠床の代用

### ヨーグルト漬け
糠漬けの味を手軽に早く実現する方法として、ヨーグルト漬けがしばしばメディアで紹介された。これは糠の代用としてヨーグルトに野菜を漬けると糠漬けの様な漬物が手軽に出来るという漬け方の一つである。糠漬けとは別の種類の乳酸菌による発酵の為、すっきりとした味わいとなるようである。

### パン床
糠床の代用に、パンに塩とビールを使った漬物床。

### いも床
会津地方で昔から作られている漬物床。三五八漬けの材料として糠を使用するために発展した。ジャガイモに塩と砂糖を加えて、寝かせたもの。ほのかに甘いのが特徴。